# Fonterutoli
Fonterutoli ist ein Ortsteil (Fraktion, italienisch frazione) von Castellina in Chianti in der Provinz Siena, Region Toskana in Italien.

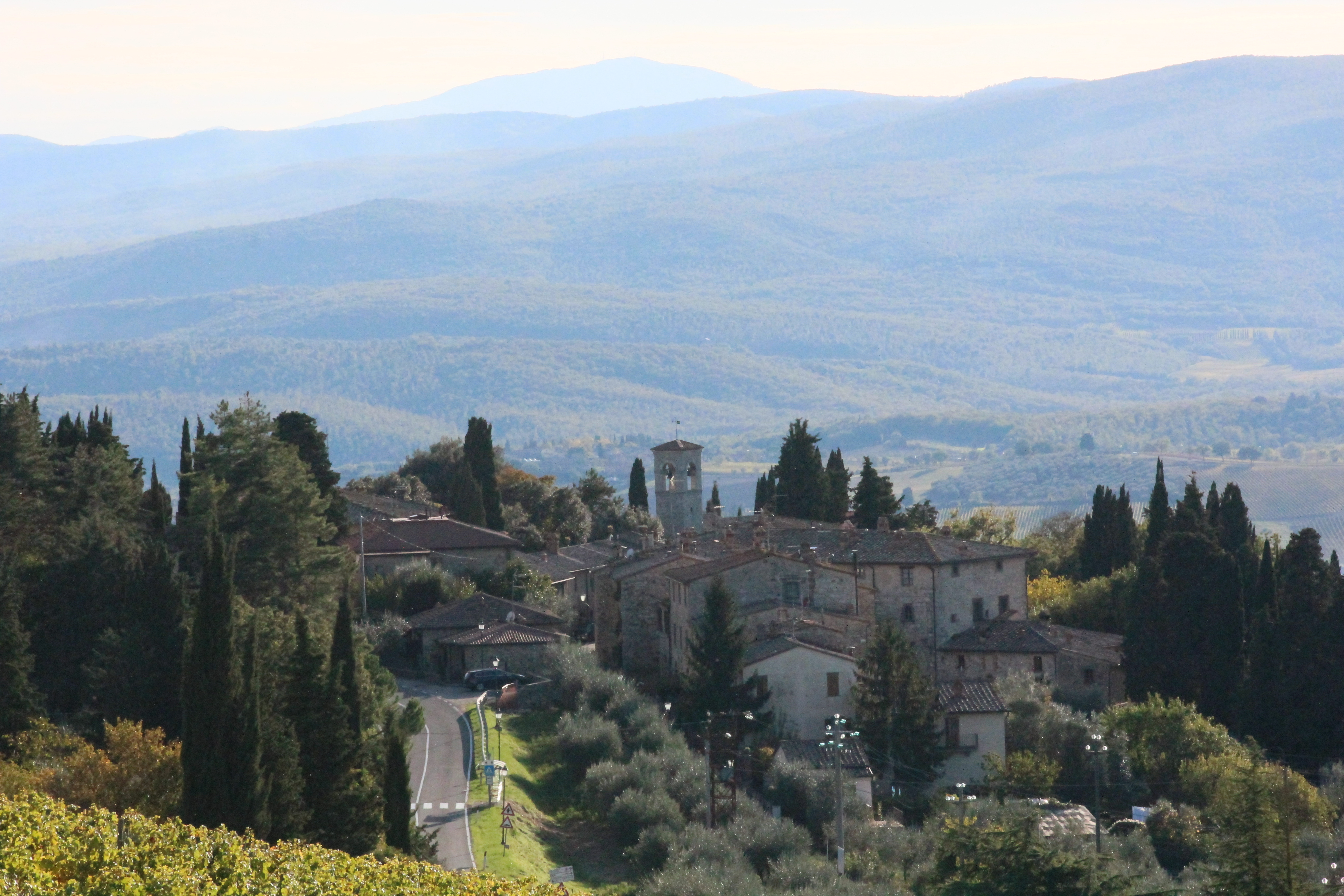
Panorama von Fonterutoli

## Geografie
Der Ort liegt ca. 4,5 km südöstlich des Hauptortes Castellina in Chianti und 13 km nördlich der Provinzhauptstadt Siena im westlichen Teil des Chianti senese östlich des Elsatals (Val d’Elsa) bei 502 m und hatte 2001 ca. 80 Einwohner. Der Ort Quercegrossa (Ortsteil von Monteriggioni und Castelnuovo Berardenga) liegt ca. 5 km südlich, Vagliagli (Castelnuovo Berardenga) liegt ca. 4 km südöstlich, Staggia Senese (gehört heute zu Poggibonsi) liegt 10 km westlich. Am Poggio di Fonte Rutoli (Gemeindegebiet von Radda in Chianti) wenige Meter östlich von Fonterutoli entspringt der Torrente Staggia.

## Geschichte
Der Name entstammt der Bezeichnung Fons Rutili (Fonte di Rutilio, dt. Brunnen des Rutilio). Erstmals historisch erwähnt wird der Ort 998, als Otto III. die Kirchengebiete der Diözesen von Arezzo, Fiesole und Siena definierte. Erste Besitzer der Burg waren die Herren aus Staggia Senese. Die Vallombrosaner der Badia a Passignano (Abbazia di San Michele, gehört heute zu Barberino Tavarnelle) unterhielten die Kirche San Miniato, dies wurde 1177 von Papst Alexander III. in einem Dokument bestätigt. Am 29. März 1201 trafen sich in dieser Kirche die Vertreter von Siena und Florenz, um über Montalcino und Semifonte (liegt heute im Gemeindegebiet von Barberino Tavarnelle nahe dem Ortsteil Petrognano, wurde 1202 von Florenz gewaltsam eingenommen und zerstört) zu verhandeln. Sechs Jahre später, am 6. Oktober 1208 fand in der Burg ein Treffen zwischen den Regierenden von Siena und Florenz statt, in dem Siena auf das Gebiet von Poggibonsi verzichtete. Weitere Verhandlungen zwischen den beiden Republiken fanden hier 1245 statt. Seit 1435 gehört der Ort der Familie Mazzei, die dort bis heute Weinbau betreibt. Erhebliche Schäden entstanden im Ort 1944, als Fonterutoli erheblich unter dem Zweiten Weltkrieg litt.

## Sehenswürdigkeiten

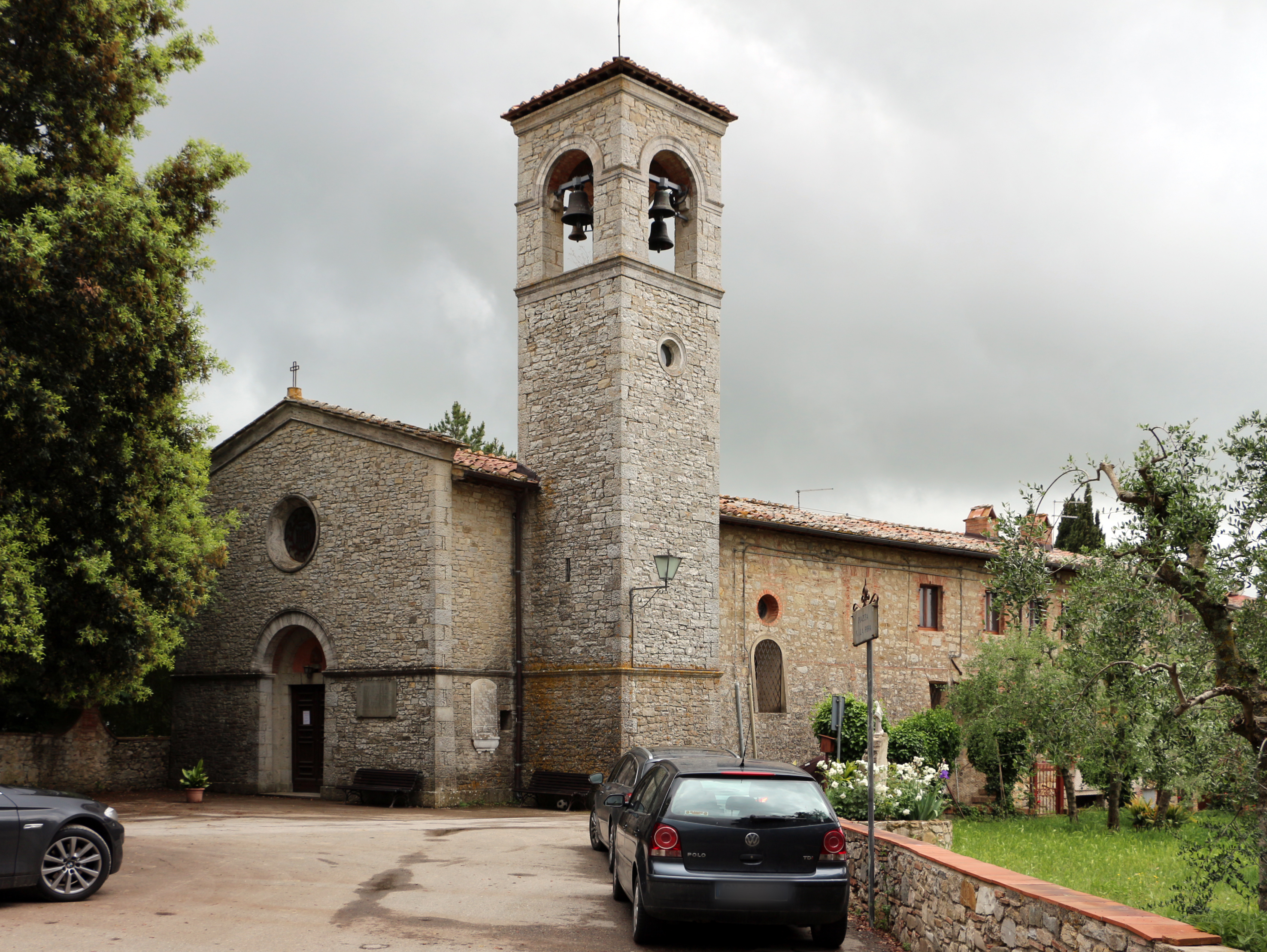
Die Kirche San Miniato

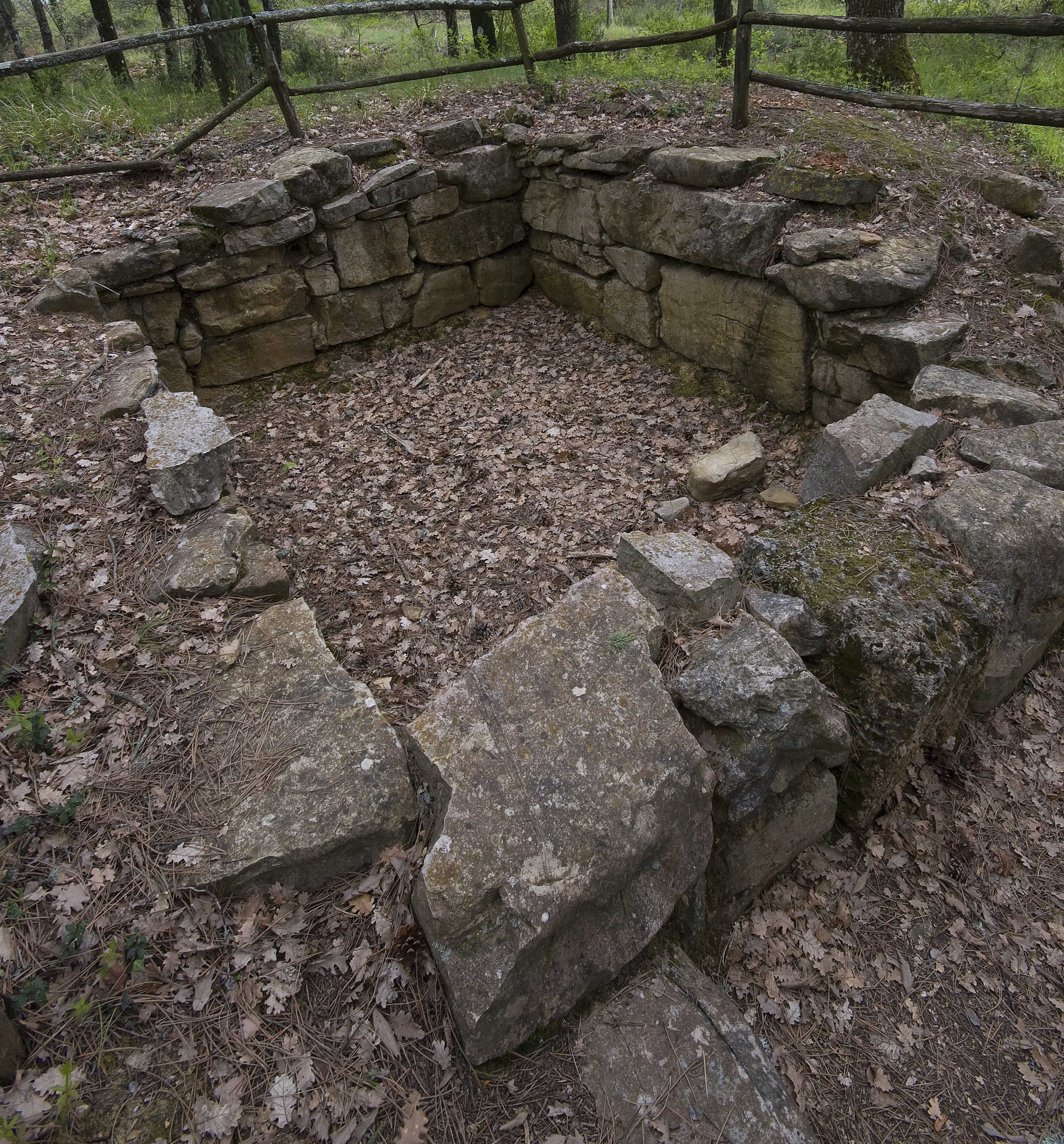
Etruskische Nekropole Poggino

- Chiesa di San Miniato, Kirche im Ortskern. Wurde im Inneren im 17. Jahrhundert verändert, die Fassade und der Campanile wurden im 20. Jahrhundert erneuert.[4]
- Villa Mazzei, im 16. Jahrhundert entstandenes Gebäude, das Teile der alten Ortsbefestigung integriert hat. Der Garten entstand am Ende des 19. Jahrhunderts[4] und ist zum Teil im Stile eines Englischen Landschaftsgarten und zum Teil in dem eines italienischem gestaltet, wobei der italienische wohl zuerst entstand.[3] Die Loggia zur Gartenseite entstand 1921.[4]
- Necropoli del Poggino, Etruskische Grabstätten kurz östlich von Fonterutoli. Die fünf Grabstätten entstanden im 7. und 5. Jahrhundert v. Chr.[7] Viele Ausgrabungsstücke befinden sich heute im Museo Archeologico del Chianti senese (im Castello di Castellina in Chianti) im Hauptort Castellina in Chianti.[8]

## Verkehr
- Fonterutoli liegt an der Staatsstraße Strada Statale 222, die auch Via Chiantigiana genannt wird und Siena mit Florenz verbindet.
- Der nächste Haltepunkt einer Bahnstrecke befindet sich in Castellina Scalo, einem Ortsteil von Monteriggioni. Der Bahnhof befindet sich ca. 9 km südwestlich an der Bahnstrecke Siena-Empoli.